# Dadri
Dadri är en stad i den indiska delstaten Uttar Pradesh, och tillhör distriktet Gautam Buddha Nagar. Folkmängden uppgick till 91 189 invånare vid folkräkningen 2011.